# Conor McGinn
Pour les articles homonymes, voir McGinn.
Conor Patrick McGinn (né le 31 juillet 1984) est un homme politique du parti travailliste anglo-irlandais. Il est député de St Helens North de 2015 à 2024.

## Jeunesse
McGinn est né à Camlough, près de Newry, dans le Comté d'Armagh, en Irlande du Nord, et grandit dans le village voisin de Bessbrook. Le village est fortement militarisé pendant le Conflit nord-irlandais . Sa mère travaille au NHS et son père est un conseiller du Sinn Féin .
McGinn fréquente le lycée St Paul, Bessbrook. Avant d'aller à l'université, il travaille pour le Congrès national africain en Afrique du Sud dans le cadre d'une bourse pendant deux mois. Il étudie à Goldsmiths, Université de Londres, mais ne termine son cycle d'étude jusqu'au diplôme, restant à Londres travaillant pour une organisation caritative de santé mentale pour les immigrants irlandais, Immigrant Counseling and Psychotherapy,  et plus tard pour le Conseil irlandais pour les prisonniers à l'étranger . Il obtient ensuite son diplôme d'histoire, de politique et d'études irlandaises à temps partiel à l'Université métropolitaine de Londres.

## Carrière politique
McGinn est président des Young Fabians de 2006 à 2007 et vice-président de Young Labour . Il se présente comme conseiller du Islington London Borough Council en 2006 et 2010 sans succès. Il est membre de la direction de la Fabian Society et jusqu'en 2012, il est président de la Labour Party Irish Society . En 2011, il représente les sociétés socialistes au Comité exécutif national du Parti travailliste.
Il travaille comme consultant en affaires publiques et relations gouvernementales  avant de devenir conseiller du le secrétaire d'Irlande du Nord fantôme Vernon Coaker en 2011 et continue à travailler pour Coaker quand il devient le secrétaire de défense de l'ombre .
Après l'élection, il est nommé au Comité spécial de la défense et comme whip de l'opposition.
McGinn a été brièvement communiste dans sa jeunesse, mais est ensuite considéré comme étant à droite du Parti travailliste. Il effectue une visite en Israël et dans les Territoires palestiniens en 2014 et soutient une solution à deux États. En septembre 2020, Mcginn est nommé vice-président des Amis travaillistes d'Israël. McGinn soutient la candidature d'Andy Burnham à la direction du Parti travailliste en 2015,,. McGinn soutient Owen Smith lors de l'élection à la direction de 2016.
À la suite du remaniement du cabinet fantôme d'octobre 2016 et du remplacement de Dame Rosie Winterton comme whip en chef, McGinn quitte son poste de whip.
Le 9 avril 2020, McGinn est nommé ministre d'État fantôme chargé de la sécurité.

## Vie privée
McGinn vit à Earlestown, Newton-le-Willows. C'est un catholique. Il épouse Kate Groucutt vers 2009 et a un fils et une fille,. McGinn détient à la fois la citoyenneté irlandaise et britannique.